# Ptychomitrium mairei
Ptychomitrium mairei là một loài rêu trong họ Ptychomitriaceae. Loài này được (Thér.) Broth. mô tả khoa học đầu tiên năm 1929.